# 頂点 (曲線)

楕円（赤）とその縮閉線（青）： 楕円の頂点（黒点）はすべて縮閉線の尖点にもなっている。楕円の縮閉線は星芒形である。

平面幾何学において、曲線の頂点（ちょうてん、英: vertex）とは、曲率関数の臨界点が定める曲線上の点である。
単純閉曲線のうちオーバルなどは少なくとも四つの頂点をもつ（四頂点定理）。

## 定義
より詳しく書けば、滑らかな平面曲線の正則な媒介変数表示 (x, y) = (x(t), y(t))  が与えられ、曲率を
{\displaystyle \kappa (t)={\frac {{\dot {x}}{\ddot {y}}-{\dot {y}}{\ddot {x}}}{({\dot {x}}^{2}+{\dot {y}}^{2})^{3/2}}}}
としたとき
{\displaystyle {\dot {\kappa }}(a)=0}
ならば、平面曲線上の点 (x(a), y(a)) を頂点という。

## 例
たとえば、放物線 (x, y) = (t, t2) の曲率は
{\displaystyle \kappa (t)={\frac {2}{(1+4t^{2})^{3/2}}}}
であるから
{\displaystyle {\dot {\kappa }}(t)=-{\frac {24t}{(1+4t^{2})^{5/2}}}}

放物線の頂点は一つである。

より臨界点は t = 0 のみであり、放物線の頂点は点 (0, 0) のみである。